# Indre Hebrider
De Indre Hebrider (skotsk gælisk: Na h-Eileanan a-staigh, "de indre øer") er en øgruppe ud for Skotlands vestkyst, der ligger sydøst for de Ydre Hebrider. Tilsammen danner disse to øgrupper Hebriderne, der har et mildt kystklima. De Indre Hebrider består af 35 beboede øer og 44 ubeboede øer med et samlet areal på over 30 ha. De primære kommercielle aktiviteter på øerner er turisme, husmandsbrug, fiskeri og whiskydestillering. I moderne tider har de Indre Hebrider dannet to separate lokale selvstyreområder; et mod nord og et mod syd. Sammen har øerne et areal på 4.130 km2 og et indbyggertal på 18.948 i 2011. Befolkningstætheden er derfor omkring 4,6 personer/km2.
Der er forskellige vigtige forhistoriske strukurer på øerne, hvoraf mange går forud for de første nedskrevne referencer til øerne af romerske og græske ofrfattere. I den historiske periode er de tidligst kendte bosættere pikterne i nord og gælerne i de sydlige kongerige Dál Riada før øerne blev en del af nordboernes kongerige Suðreyjar, der eksisterede i over 400 år. herefter overgik overherredømmet til Skotland via Perth-traktaten i 1266. Kontrollen over øerne blev herefter styret af klanerne, særligt MacLeods, MacDonalds, Mackenzies og MacNeils. Highland Clearances i 1800-tallet havde en ødelæggende effekt på mange samfund og det er først i de senere år, at at befolkningstallet er ophørt med at falde.
Søfart er vigtig og der er en række forskellige færgeselskaber der driver ruter mellem øerne og Skotlands fastland. Skotsk gælisk er stadig udbredt i visse områder.

## Øer
De 10 størst øer er listet nedenfor.
| Ø        | Gælisk navn                               | Størrelse (ha) | Indbyggertal | Højeste punkt  | Højde(m) | Antal gælisk-talende |
| -------- | ----------------------------------------- | -------------- | ------------ | -------------- | -------- | -------------------- |
| Coll     | Colla                                     | 7.685          | 195          | Ben Hogh       | 104      |                      |
| Colonsay | Colbhasa                                  | 4.074          | 124          | Carnan Eoin    | 143      | 20.2% (15)           |
| Eigg     | Eige                                      | 3.049          | 83           | An Sgurr       | 393      |                      |
| Islay    | Ìle                                       | 61.956         | 3.228        | Beinn Bheigeir | 491      | 19% (613)            |
| Jura     | Diùra                                     | 36.692         | 196          | Beinn an Òir   | 785      |                      |
| Lismore  | Lios Mor                                  | 2.351          | 192          | Barr Mòr       | 127      | 26.9% (50)           |
| Mull     | Muile                                     | 87.535         | 2.800        | Ben More       | 966      |                      |
| Raasay   | Ratharsair                                | 6.231          | 161          | Dùn Caan       | 444      | 30.4% (48)           |
| Rùm      | Rùm                                       | 10.463         | 22           | Askival        | 812      |                      |
| Skye     | An t-Eilean Sgitheanach or Eilean a' Cheò | 165.625        | 10.008       | Sgurr Alasdair | 993      | 29.4% (2,942)        |
| Tiree    | Tiriodh                                   | 7.834          | 653          | Ben Hynish     | 141      | 38.3% (250)          |
| TOTAL    |                                           |                | 18.947       |                |          | 20.7% (3,918)        |